# De bästa åren (2003)
De bästa åren (italiensk originaltitel: La meglio gioventù) är en italiensk film regisserad av Marco Tullio Giordana från 2003. Den visades i Sverige för första gången 2004 och i Finland första gången 2006.
Filmen är en skildring av en familjerelation, men även av det italienska samhället. Den utspelar sig under 40 år, under vilka man får följa livet, sett med de två bröderna Matteo och Nicola Caratis ögon. Den nästan sju timmar långa filmen visades i SVT som en miniserie i 4 delar i december 2004.